# Czerwień krezolowa
Czerwień krezolowa – organiczny związek chemiczny, barwnik stosowany najczęściej jako chemiczny wskaźnik pH.
Zakresy pH zmiany barwy:
- 0,0 (czerwony) – 1,0 (żółty)
- 7,0 (żółty) – 8,8 (czerwony)

| Czerwień krezolowa | Czerwień krezolowa | Czerwień krezolowa | Czerwień krezolowa | Czerwień krezolowa |
| ------------------ | ------------------ | ------------------ | ------------------ | ------------------ |
| pH < 0,0           | ⇄                  | pH 1,0–7,0         | ⇄                  | pH > 8,8           |